# Philippe Capelle
Philippe Capelle-Dumont, conosciuto anche come Philippe Capelle (Parigi, 12 gennaio 1952), è un filosofo e teologo francese, professore ordinario dell'Institut Catholique de Paris.

## Biografia
Si interessa di temi teologici e di filosofia della religione, specializzandosi in ricerche su Tommaso d'Aquino, fenomenologia e in particolare su Martin Heidegger, nel colloquio tra fede e ragione. Direttore di studi dottorali nell'università cattolica parigina e membro del consiglio di dottorato dell'Università di Macerata. Ha al suo attivo numerose pubblicazioni di carattere filosofico e teologico.

## Pubblicazioni
- L'enseignement des religions à l'école laïque, (con René-Samuel Sirat, Dalil Boubakeur e Philippe Joutard, Ed. Salvator, 2003.
- Jean Nabert et la question du divin (éd), Paris, Le Cerf, 2003, 110 p.
- Phénoménologie et christianisme chez Michel Henry. (éd.) Paris, Cerf, 2004, 200p.
- Raison philosophique et christianisme, con Jean Greisch, Paris, Cerf, 2004, PARIS 250 p.
- Le souci du passage (co-direction), Cerf, 2004
- Expérience philosophique et expérience mystique, Cerf, Paris 2004
- La relation philosophie-théologie à l'épreuve., Cerf, Paris 2004
- Les origines de la phénoménologie, ed Cours polycopiés André Robert, Institut Catholique de Paris
- La phénoménologie francaise, éd. Cours polycopiés André Robert, Institut Catholique de Paris.
- Philosophie et théologie chrétienne, Cerf, 200 p.
- Le phénomène de Dieu. Phénoménologie et théologie de la kénose, ; 400 p.
- Philosophie et théologie. Anthologie. Tome 1 : Période antique et patristique, Cerf, 250 p., 2008
- Philosophie et théologie. Anthologie. Tome 2 : Période médiévale, Cerf, 250 p., 2008
- Nomi divini e nomi metafisici. Rileggere Tommaso d'Aquino (Summa theologiae 1, q. 13), Editoriale Comunicazioni Soc., Reggio Calabria 2007.
- Dieu et la Cité: Le statut contemporain du théologico-politique , Cerf, Paris, 2008
- Filosofia e teologia nel pensiero di Martin Heidegger, traduzione di Lorenzo Gianfelici, Brescia, Queriniana, 2011, ISBN 978-88-399-0453-9.